# متحف السادات
متحف السادات  (بالإنجليزية: Anwar Elsadat Museum) في مكتبة الاسكندرية متحف فريد من نوعه أقيم بمبادرة من مكتبة الإسكندرية- وبمشاركة أسرة الرئيس السادات، وهو يعد الأول من نوعه عن الرئيس الراحل في مدينة الإسكندرية، أقيم المتحف على مساحة 250 مترًا مربعًا في الجزء الجنوبي للمكتبة. وقد خصت السيدة جيهان السادات المتحف بمقتنيات تعرض لأول مرة تقديرًا للمجهود الذي قامت به مكتبة الإسكندرية وتحقيقًا لحلم قديم كانت تريد تحقيقه وهو أن يكون هناك متحف دائم للرئيس الراحل يليق بشخصه وبذكراه.
يرأس المتحف حالياً السيدعمرو مصطفى شلبي، رئيس وحدة متحف السادات والتابع لقطاع التواصل الثقافي بمكتبة الإسكندرية. لا تدفع تذكرة للدخول، ولكن توجد تذكرة لدخول مكتبة الإسكندرية.

## مقتنيات المتحف
ومن تلك المقتنيات النادرة: البذلة العسكرية التي كان الرئيس أنور السادات يرتديها يوم العرض العسكري في 6 أكتوبر عام 1981، ملطخة بدمائه، وهي البذلة التي رفضت السيدة جيهان السادات التفريط فيها طوال الأعوام الماضية، على الرغم من العروض المادية الكبيرة التي تلقتها. هذا إلى جانب المقتنيات الشخصية الخاصة بالرئيس الراحل، وساعته التي كان يرتديها يوم الاغتيال ملطخة بالدماء.
كما يضم المتحف عددًا من الأوسمة والنياشين التي حصل عليها الرئيس الراحل خلال مراحل حياته المختلفة؛ سواء داخل مصر أو إهداء من دول أخرى، بالإضافة إلى مجموعة من البدل المدنية والعسكرية.
وسيجد الزائر كذلك جهاز الراديو الخاص بالسادات، ومكتبه ومكتبته الشخصية، وعدد من أندر الكتب التي أهديت إليه، وعدد من «بورتريهاته»، إلى جانب العصي الشخصية الخاصة به، ومجموعة من السيوف العربية، والدروع التذكارية، و«البايب» الخاص به، والعباءة التي كان يرتديها خلال زيارته إلى مسقط رأسه بقرية ميت أبو الكوم في شمال مصر.
كما أهدت السيدة جيهان السادات المتحف صندوقاً يضم ثلاثة مسارج إسلامية ومسيحية ويهودية كانت أهديت للرئيس الراحل خلال زيارته إلى القدس، وتضم المقتنيات المهداة أيضاً تسجيل القرآن الكريم بصوت الرئيس السادات، وأوراقاً شخصية تتضمن قصة قصيرة كتبها بخط يده وأملى جزءاً منها على زوجته، إلى جانب مجموعة نادرة من التسجيلات المرئية.

## معرض الصور

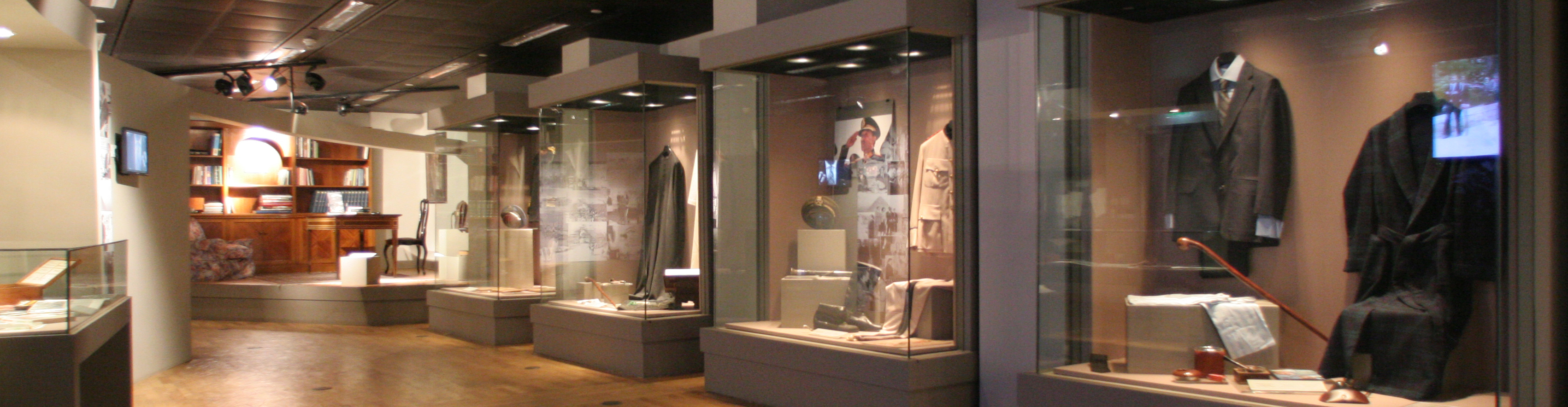
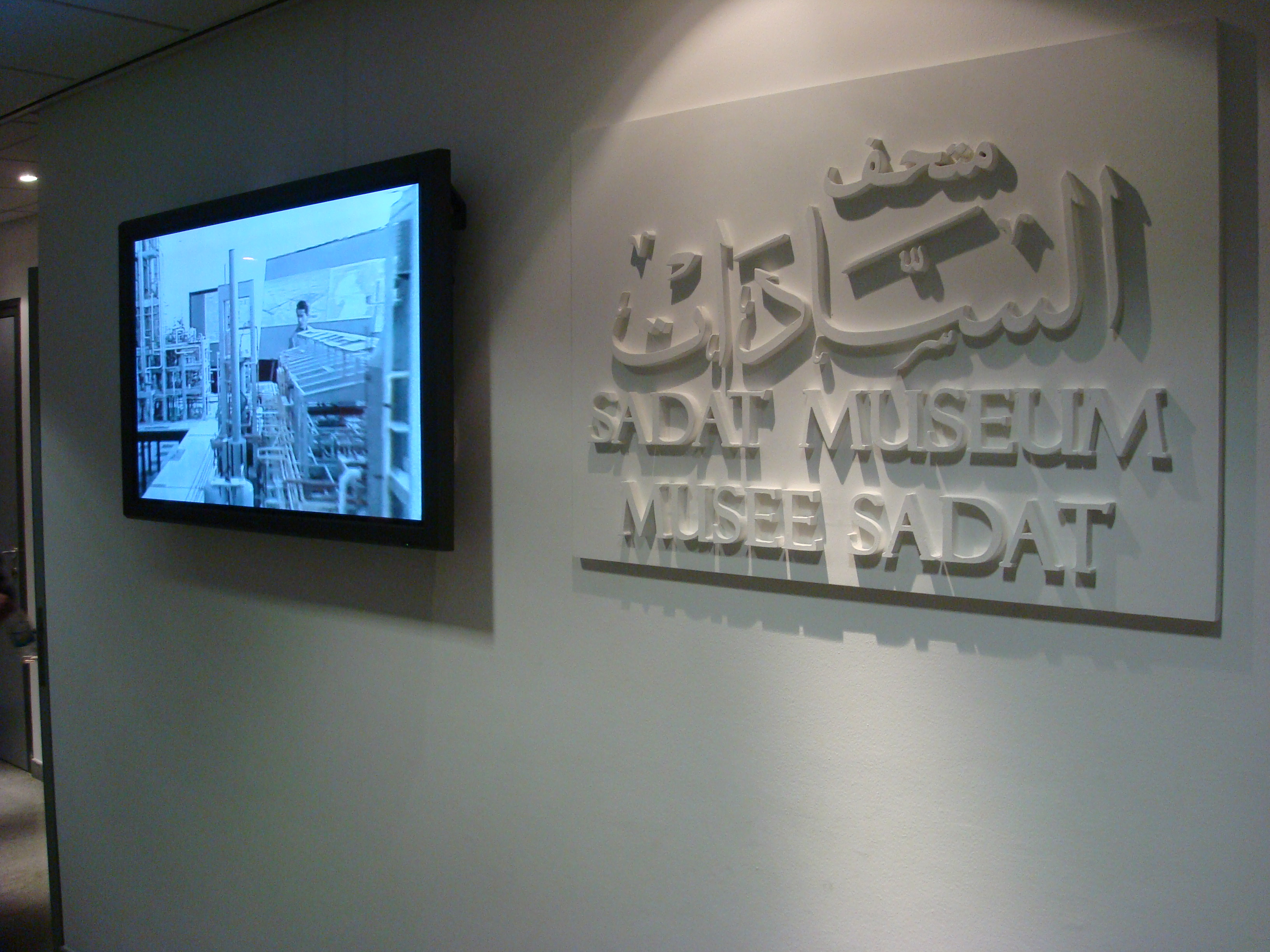
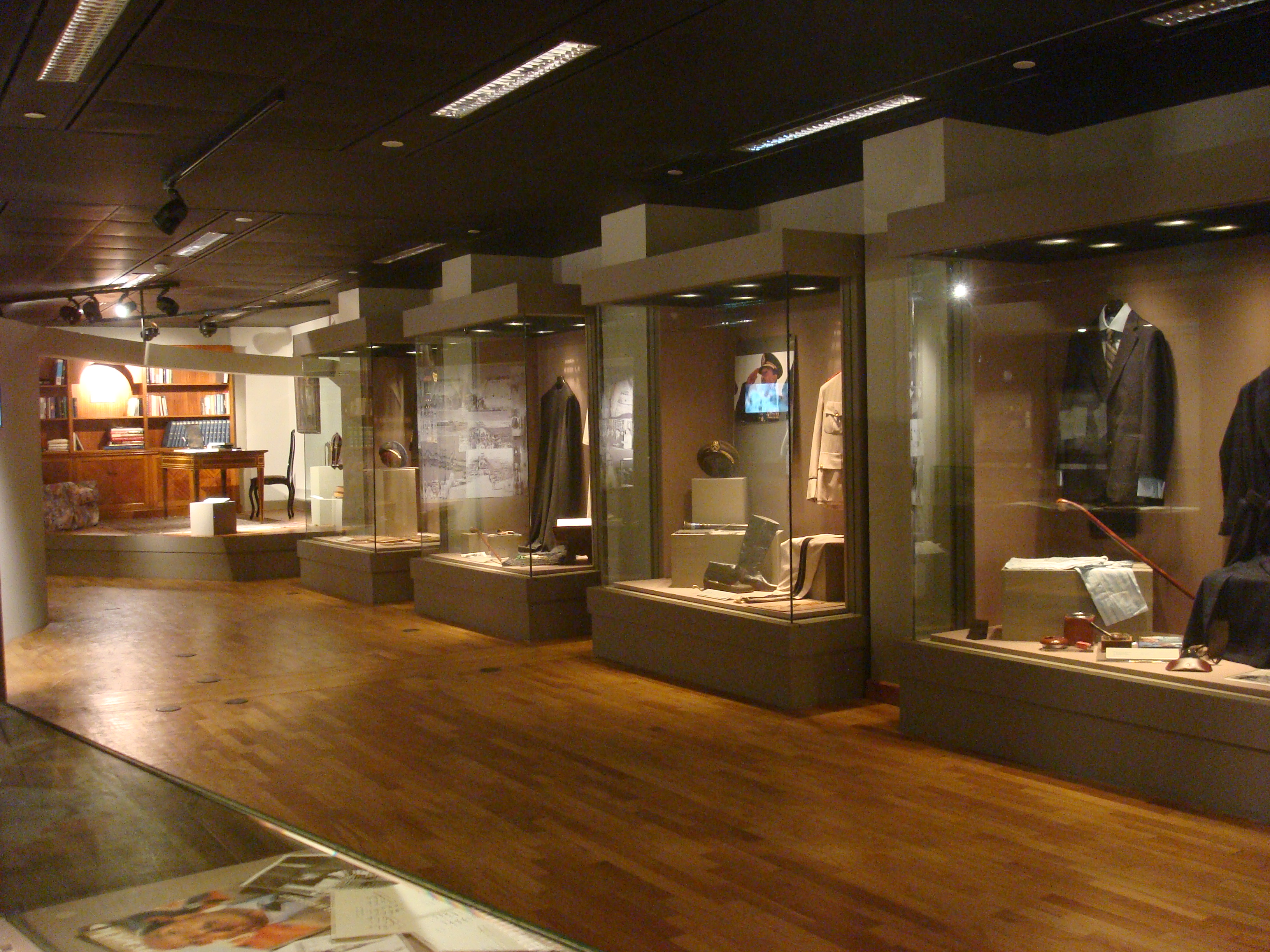
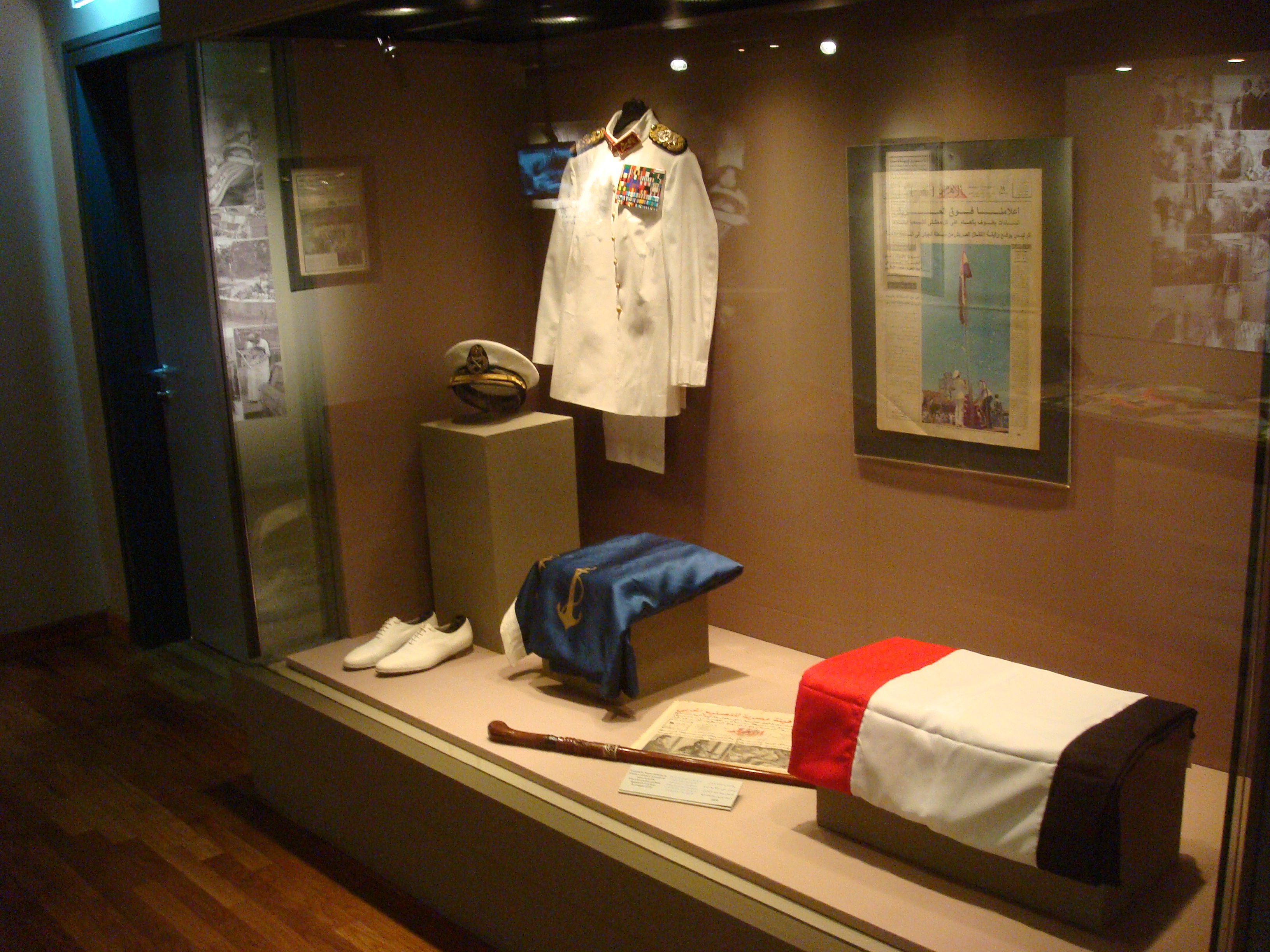
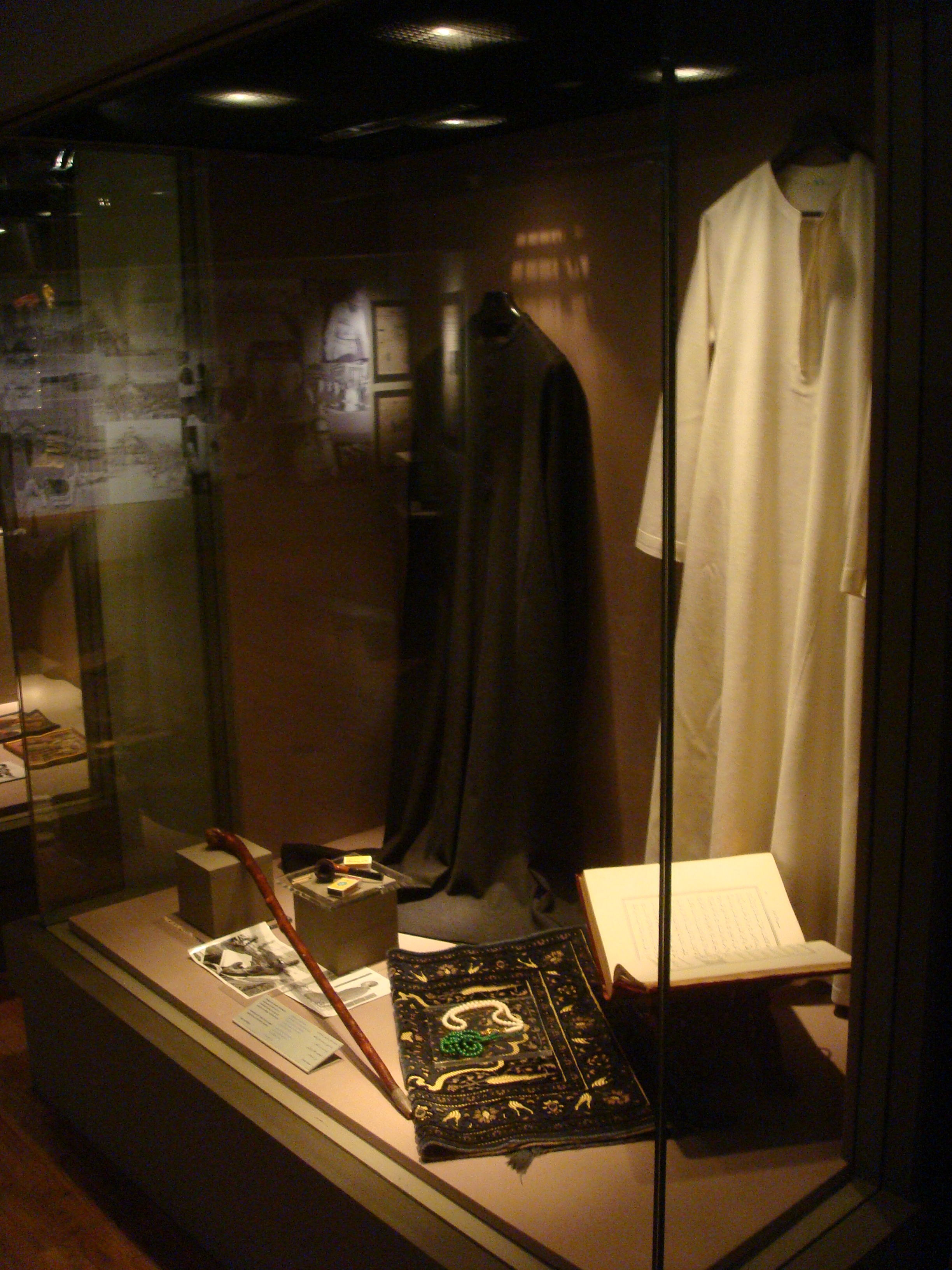
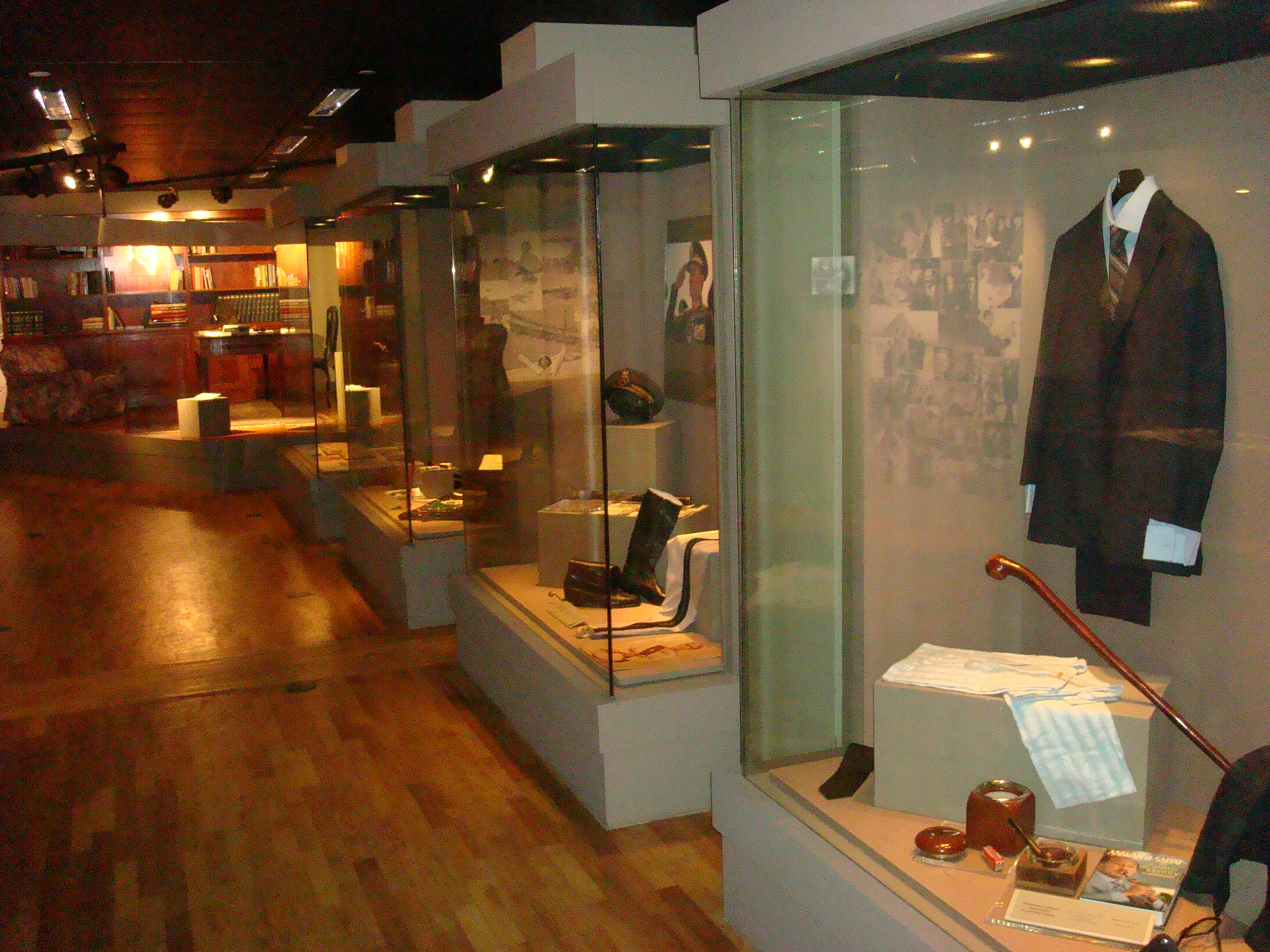
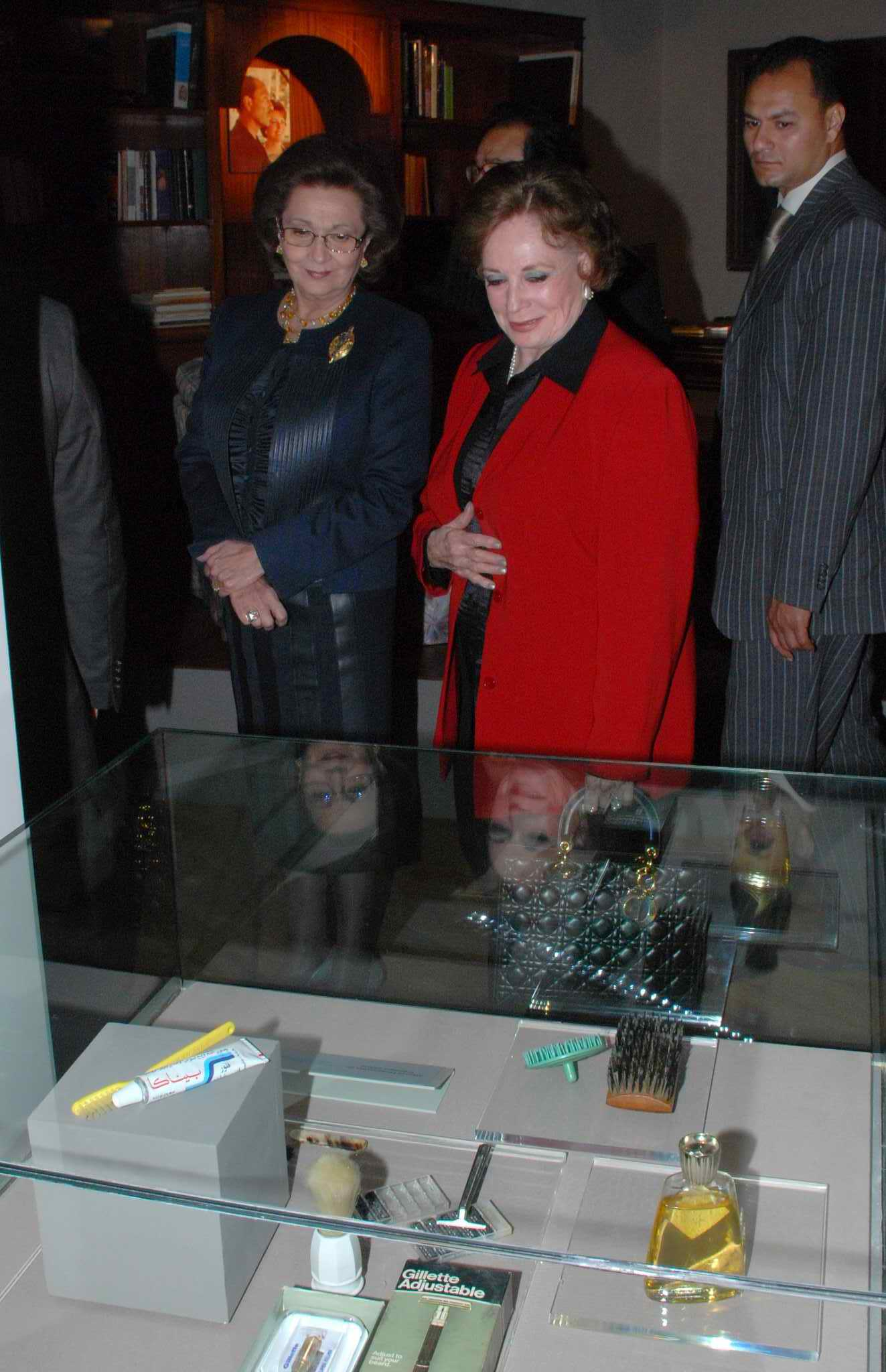
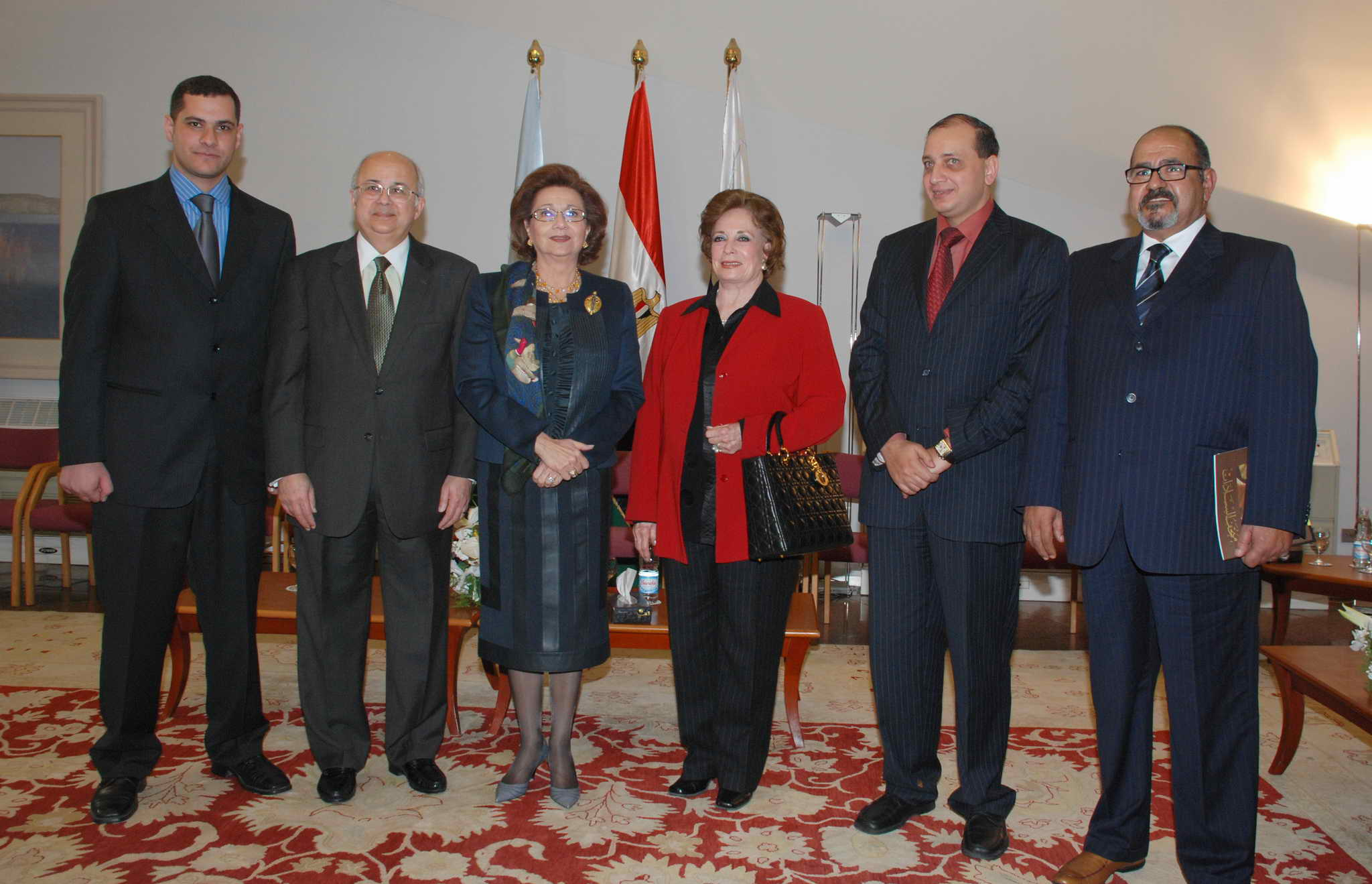
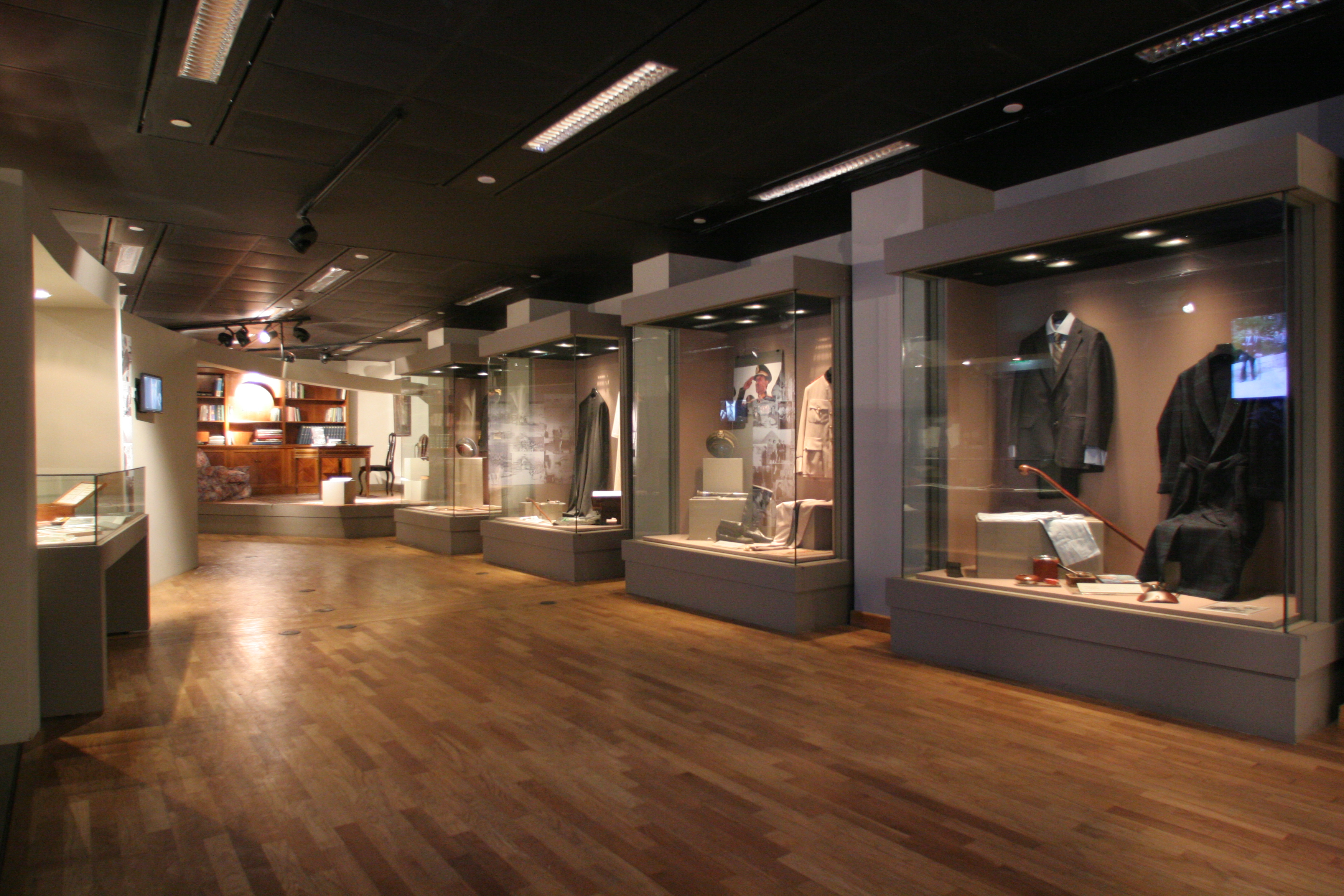

## وصلات خارجية
- الموقع الرسمي للمتحف نسخة محفوظة 21 فبراير 2009 على موقع واي باك مشين.